# Cecil Sharp

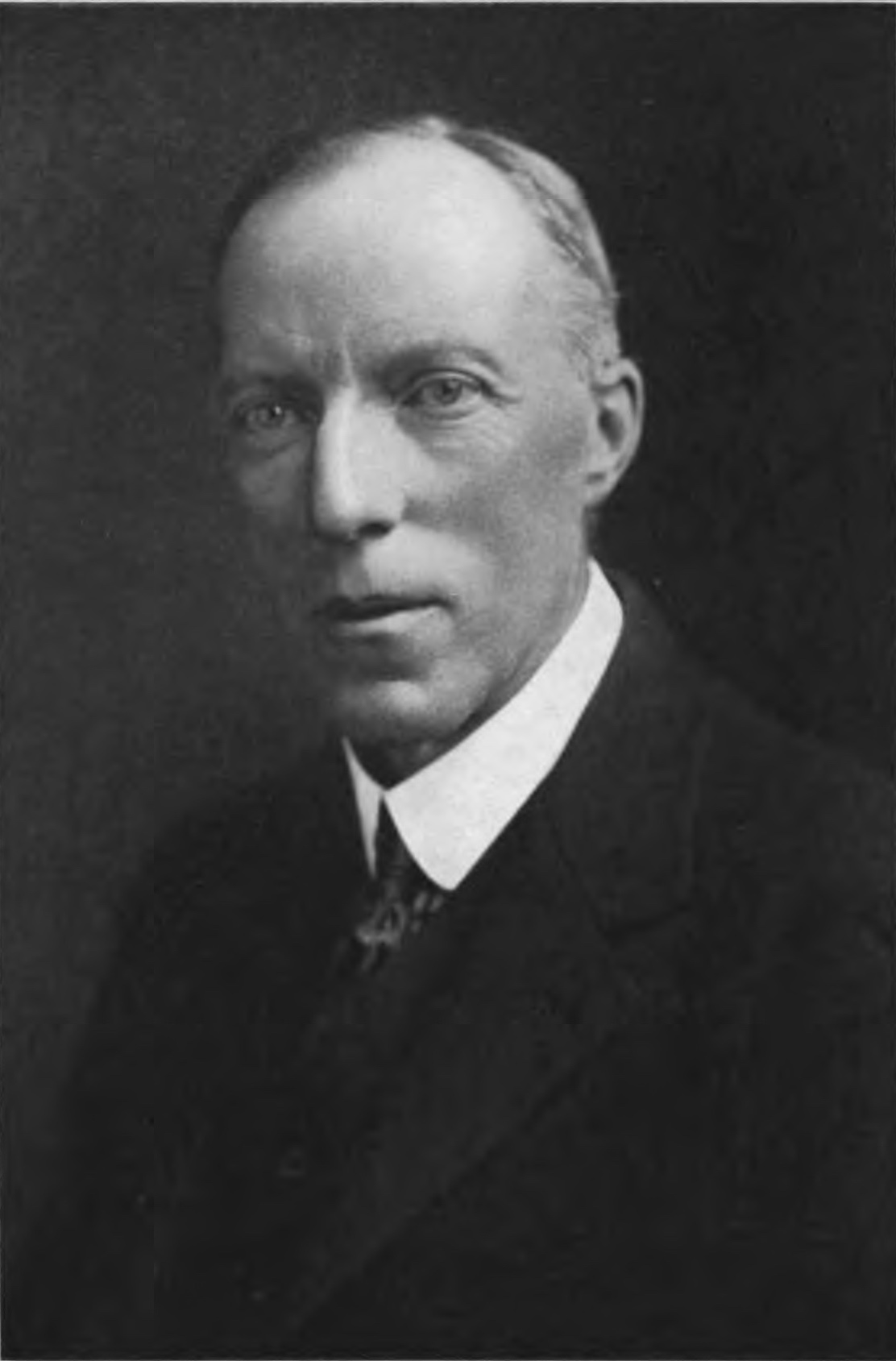
Cecil Sharp (1916)

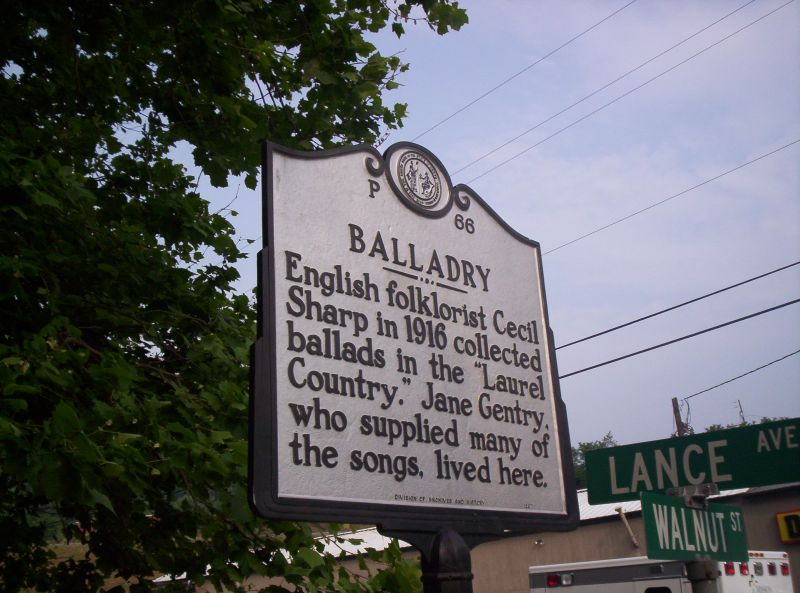
Placa conmemorativa

Cecil James Sharp (22 de noviembre de 1859 – 23 de junio de 1924) fue el promotor de una corriente de restauración de la música folclórica tradicional inglesa a principios del siglo XX mucho de este acervo cultural debe su conservación y registro actual al trabajo y las grabaciones que realizó. 

## Primeros años
Sharp nació en Denmark Hill, Londres. Su madre, Jane Bloyd, fue también una melómana. Su padre era comerciante de pizarra, e interesado en la arquitectura, arqueología, muebles y música.  Le pusieron el nombre de la patrona de la música, en cuya festividad nació. Sharp se educó en Uppingham, pero lo abandonó a los 15 años y recibió clases particulares para ingresar en la Universidad de Cambridge, donde remó en el bote del Clare College y se licenció en 1882.

## En Australia
Ante la necesidad de encontrar trabajo, Sharp decidió probar suerte en Australia, donde llega en noviembre de 1882. A principios de 1883 obtiene un puesto en el Commercial Bank of South Australia. Con algunos conocimientos de leyes, en abril de 1884 asumió como asociado del juez de la Suprema Corte de Justicia de Australia del Sur, Samuel Way, cargo que mantuvo hasta 1889, en que renunció para dedicarse por entero a la música.
Desde su llegada había asistido al organista de la catedral de St.Peter en Adelaida, y había sido director de coro en la casa de gobierno y en la sociedad coral de la catedral. Luego fue nombrado director de la orquesta filarmónica de Adelaida, y en 1889 ingresó con Gotthold Reimann como director adjunto de la Escuela de música de Adelaida. Tuvo mucho éxito como profesor, pero a mediados de 1891 la asociación con Reimann se disolvió. La escuela continuó bajo la dirección de Reimann, y en 1898 se fusionó con el Conservatorio Mayor de música en conexión con la Universidad. 
Durante su estadía en Adelaida compuso la música de dos opera ligeras, Sylvia, presentada en el Teatro real de Adelaida el 4 de diciembre de 1890, y The Jonquil, ambas con libreto de Guy Boothby. También compuso la música de algunas rimas infantiles interpretadas por la sociedad coral de la catedral. 

## Regreso a Inglaterra

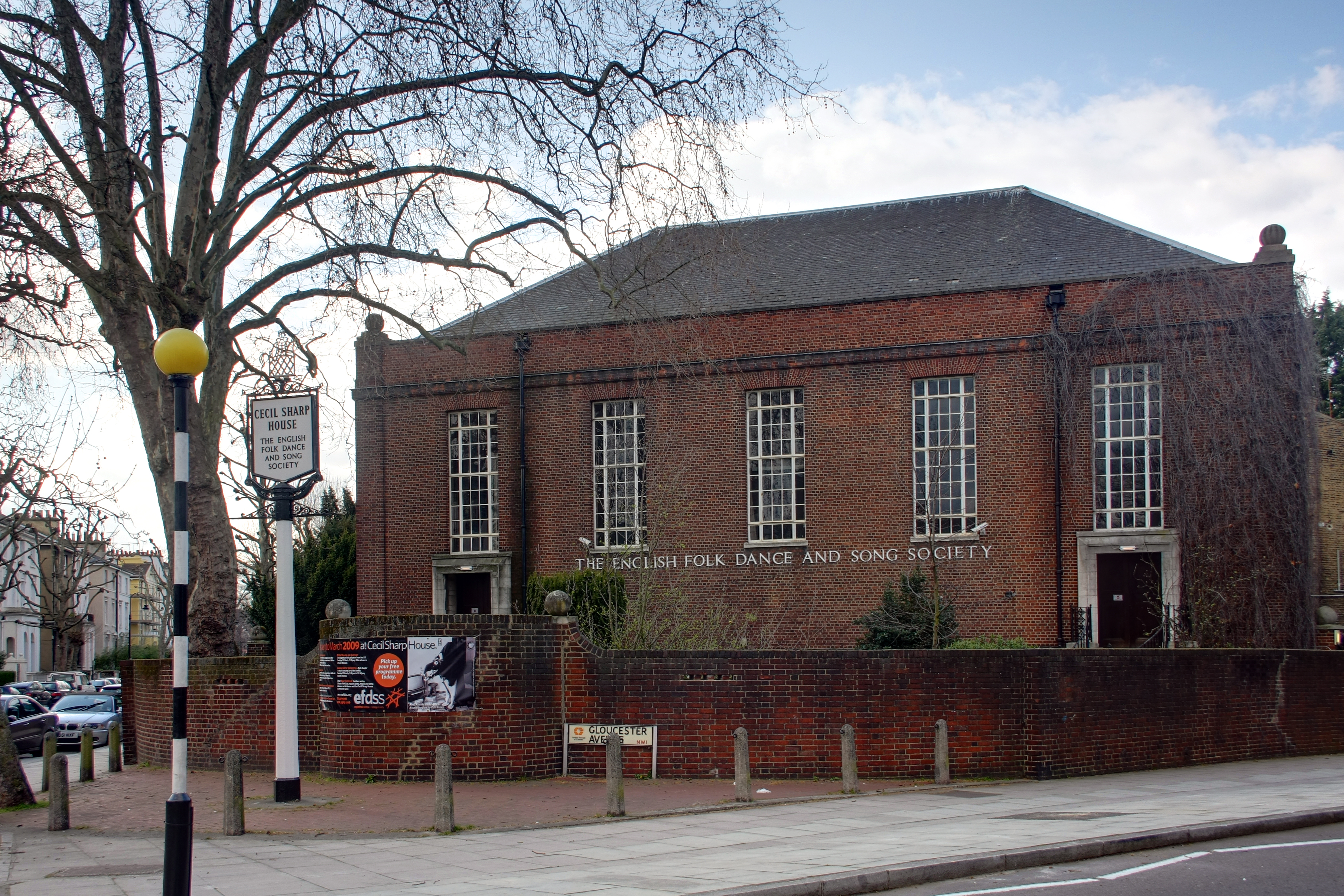
La casa Cecil Sharp es la sede de la Sociedad Inglesa de Danza y Canción Folclórica.

En 1892 regresó a Inglaterra y el 22 de agosto de 1893 se casó en East Clevedon, Somerset, con Constance Dorothea Birch, también amante de la música. En 1900 ya había escrito unas cuarenta obras; pocas fueron publicadas. Dio clases en varias escuelas y en el Metropolitan College de Holloway, y fue director del Conservatorio de Música de Hampstead entre 1896 y 1905.
Sharp enseñó y compuso música. Dado que la pedagogía musical de la época tenía origen en Alemania, y estaba enteramente basada en canciones tradicionales alemanas, Sharp, como maestro de música, se interesó en la música vocal e instrumental proveniente de la cultura folclórica británica, especialmente los «tunes». Sintió que los hablantes de inglés (y los otros lenguajes hablados en Gran Bretaña e Irlanda) debían formarse musicalmente con el patrimonio de expresiones melódicas de cada región.
Sharp comenzó a interesarse en la danza tradicional inglesa cuando vio un grupo de danzarines de danza Morris en la villa de Headington Quarry, en las afueras de Oxford en la Navidad de 1899. En esa época, la danza morris estaba prácticamente extinguida, y el interés manifestado por las transcripciones de Sharp mantuvieron viva la tradición.
El renacimiento de las danzas morris comenzó cuando Mary Neal, organizadora del Esperance Girls' Club de Londres utilizó las todavía inéditas anotaciones de Sharp para enseñar las danzas tradicionales a los miembros del club en 1905. Su entusiasmo por las danzas persuadió a Sharp para publicar sus notas que título Morris Books, en 1907.
Entre 1911 y 1913 Sharp publicó una obra de tres tomos The Sword Dances of Northern England, que describía la oscura y casi extinta danza Rapper Sword de Northumbria y la danza Long Sword de Yorkshire. Esto llevó al renacimiento de esas tradiciones en ambos sitios, y luego en todo el Reino Unido. 
En esta época, cuando la educación pública estatal estaba en sus inicios, Sharp publicó libros de canciones pensados para su utilización por los maestros y alumnos en el programa de enseñanza de musical que se estaba formulando. Estos libros incluían arreglos de canciones que había recogido, a menudo con acompañamientos de piano compuestos por él mismo, dirigidos a la interpretación coral. Aunque se le ha criticado que las canciones inglesas eran tradicionalmente a capella y las partes de piano distraían, los arreglos con piano ayudaron a Sharp a conseguir su meta de difundir el sonido de las melodías folclóricas inglesas en todas las escuelas, acercando a los alumnos la herencia cultural de su patria. 
Los proyectos escolares, según las explicaciones de Sharp, censuraban muchas de las letras, que al menos en las canciones folclóricas inglesas, están a menudo llenas de dobles sentidos eróticos, lo que no quiere decir maligno o violento.
Las anotaciones precisas que hizo Sharp de letras que, dado el pundonor de la era victoriana nunca habían sido publicadas, permitió la conservación para la posteridad. La obra de Sharp coincide con un período de nacionalismo en la música clásica, la idea de vigorizar y dar distinción a las composiciones clásicas inglesas basándolas en patrones de melodía reconocibles, intervalos y ornamentos propios de la música folclórica tradicional. Entre los compositores que hicieron propio este desafío, se cuenta a Ralph Vaughan Williams.
En 1911 Sharp fundó la English Folk Dance Society para promover las danzas tradicionales en todo el país. Posteriormente se fusionó con la Folk Song Society.

## Publicaciones
Maud Karpeles sobrevivió varias décadas a Sharp, logró la meta de convertir gradualmente los manuscritos de Sharp en volúmenes bien organizados: 
- Cecil Sharp's Collection of English Folk Songs, Oxford University Press, 1974; ISBN 0-19-313125-0.
- English folk songs from the southern Appalachians, collected by Cecil J. Sharp; comprising two hundred and seventy-four songs and ballads with nine hundred and sixty-eight tunes, including thirty-nine tunes contributed by Olive Dame Campbell, editado por Maud Karpeles. Oxford: Oxford University Press, 1932.
- English folk songs, collected and arranged with pianoforte accompaniment by Cecil J. Sharp, Londres: Novello (1916). Reedición de Dover Publications bajo ISBN 0-486-23192-5
- English Folk Song: Some Conclusions (originalmente publicado en 1907 en Londres: Simpkin; Novello). Edición reciente (Charles River Books), ISBN 0-85409-929-8.